# Psilaspilates citrinarius
Psilaspilates citrinarius là một loài bướm đêm trong họ Geometridae.